# ممتاز قادري
مالك ممتاز حسين قادري (1985 - 29 فبراير 2016) ، المعروف باسم ممتاز قادري ضابط شرطة باكستاني من البنجاب كان من الحراس الشخصيين لسلمان تيسير حاكم البنجاب .قام بقتل سلمان تيسير في 4 يناير 2011 بسبب إعلان تيسير مساندته آسيا بيبي التي حكم عليها بالإعدام بتهمة الإساءة للدين الإسلامي. وتأييده لتعديل القانون الذي يجرم التجديف
وقانون التجديف في باكستان يحظر من الخوض قي الأديان وسبها، يسمي قانون التجديف في باكستان مبدأ حماية الأديان.
أصدرت المحكمة العليا الباكستانية في الأول من أكتوبر عام 2011 ، حكمًا بالإعدام في حق ممتاز قادري بتهمة القتل العمد والإرهاب.وتم تنفيذ الحكم عام 2016.